# Meredith Willson
Robert Meredith Willson (geboren als: Robert Meredith Reiniger) (Mason City (Iowa), 18 mei 1902 – Santa Monica (Californië), 15 juni 1984) was een Amerikaans componist, dirigent en fluitist.

## Levensloop
Willson deed zijn muziekstudies aan het Damrosch Institute of Musical Art, de voorganger van de befaamde Juilliard School of Music, in de hoofdvakken fluit en piccolo bij Georges Barrère, compositie bij Mortimer Wilson en dirigeren bij Henry Hadley. Om dat te bekostigen speelde hij in bioscopen in de New Yorkse wijk Bronx. Van 1920 tot 1923 was hij solofluitist in de bekende John Sousa band en deed met dit orkest concertreizen door de Verenigde Staten, Mexico, Cuba en Canada. Daarna was hij lid van het New York Philharmonic Orchestra en speelde fluit van 1924 tot 1929 onder leiding van de toenmalige dirigent Arturo Toscanini.
Aansluitend was Willson concertdirecteur van de omroeporganisatie Known For Radio Clearness (KFRC) in San Francisco en werd later muzikaal directeur van de NBC in San Francisco en dan in Hollywood. In deze functie is hij bekend geworden met de populaire radioprogramma's Carefree Carnival (1933-1936), Maxwell House Coffee Time en The Big Show (1950-1953). Hij schreef de titelsong van Maxwell House Coffee Time: You and I. Ook componeerde hij de finalesong van The Big Show: May the Good Lord Bless You and Keep You. Verder heeft hij orkesten gedirigeerd, zoals het Seattle Symphony Orchestra, het San Francisco Symphony Orchestra en het Los Angeles Philharmonic Orchestra.
Willson schreef de muziek voor Charlie Chaplins film The Great Dictator en Hellmans film The Little Foxes. Tijdens de Tweede Wereldoorlog was hij major in de United States Army en muzikaal directeur van de Armed Forces Radio Service. Na de Tweede Wereldoorlog is hij heel bekend geworden als auteur en componist van de musical The Music Man,
met het lied 76 trombones, die op 19 december 1957 aan Broadway in New York startte en 1375 uitvoeringen beleefde en acht Tony Awards won. Verdere musicals zijn The Unsinkable Molly Brown (1960) met 532 uitvoeringen, Here's Love (1963) en 1491.

## Composities

### Werken voor orkest
- A Child’s Letter
- O.O. McIntyre Suite
- Piccolo Polka
- Sneezing Violins
- Song of Steel
- Symphonic Variations on an American Theme
- Symphony No. 1 in f-klein - «A Symphony of San Francisco»
  1. Andante - Allegro, ma molto moderato - Allegro moderato - Vivace
  2. Andante
  3. Presto
  4. Allegro
- Symphony No. 2 in e-klein - «Missions of California»
  1. Junipero Serra (Lento - Allegro)
  2. San Juan Bautista (Andante)
  3. San Juan Capistrano (Vivace)
  4. El Camino Real (Allegro, a la marcia)
- The Jervis Bay, symfonisch gedicht
- The Marguerite Waltz

### Werken voor harmonieorkest
- 1943 Hit the Leather
- 1957 Seventy-Six Trombones uit de musical «The Music Man»
- Highlights uit «The Music Man»
- University of Iowa fight song

### Muziektheater

#### Musicals
| Voltooid in | titel                      | aktes              | première                                         | libretto       |
| 1957        | The Music Man              | 2 aktes, 16 scènes | 19 december 1957, New York, Majestic Theatre     | de componist   |
| 1960        | The Unsinkable Molly Brown | 2 aktes            | 3 november 1960, New York, Winter Garden Theatre | Richard Morris |
| 1963        | Here's Love                | 2 aktes            | 3 oktober 1963, New York, Shubert Theatre        | de componist   |

### Werken voor koor
- Radio City Suite, voor gemengd koor en orkest
- Anthem of the Atomic Age

### Filmmuziek
- The Great Dictator
- The Little Foxes

## Publicaties
- Meredith Willson: And There I Stood with My Piccolo. Autobiografie